# Chiesa riformata di Trogen
La Reformierte Kirche Trogen ("Chiesa riformata di Trogen") è una chiesa riformata situata a Trogen, in Appenzello Esterno. È classificata dal governo svizzero come bene culturale di importanza nazionale.

## Storia

### Dal XV al XVII secolo
La chiesa esisteva sicuramente almeno dal 1459, data di una lettera degli abitanti di Trogen al vescovo di Costanza che chiedeva il permesso di rendere l'edificio una vera e propria chiesa parrocchiale con ad esempio un cimitero, un campanile e una fonte battesimale. La chiesa era stata infatti costruita a quello scopo e comprendeva probabilmente già anche il campanile. Nel 1619 vi fu un ampliamento della chiesa, equivalente a una nuova costruzione. A causa di un terremoto avvenuto il 9 dicembre 1777 si formarono nella chiesa numerose crepe, che portarono alla demolizione dell'edificio e alla costruzione di uno nuovo tra il 17 marzo e il 31 maggio 1779.

### Ricostruzione
Il 7 gennaio 1778 il consiglio ecclesiastico decise all'unanimità di incaricare il capomastro Hans Ulrich Grubenmann per la ricostruzione della chiesa. Il 17 marzo 1779 venne demolito il vecchio edificio e il 30 marzo crollò anche il campanile. La prima pietra del nuovo edificio venne posata il 31 maggio 1779. Verso fine novembre di quell'anno venne issata l'armatura del tetto e nel 1781 la chiesa venne immobiliata. Il lavoro subì diversi rallentamenti la chiesa venne completata solo il 28 gennaio 1782, e la prima predica, corrispondente alla consacrazione dell'edificio, si tenne il 30 gennaio.
Il terreno per il trasferimento del cimitero e il pulpito vennero donati da Jakob Zellweger-Wetter, allora Landeshauptmann (capitano generale) e poi landamano. Assieme al fratello Johannes Zellweger-Hirzel, allora Landsfähnrich (alfiere cantonale), i due sostennero i costi del colonnato presso la facciata principale.